# Ferdinand Ries
Ferdinand Ries (pokřtěn 28. listopadu 1784 – 13. ledna 1838) byl německý hudební skladatel. Ries byl přítelem, žákem a tajemníkem Beethovena. Napsal osm symfonií, houslový koncert, osm klavírních koncertů, tři opery, 26 smyčcových kvartetů a řadu dalších skladeb. Jeho styl leží na pomezí mezi klasicismem a raným romantismem. Roku 1838 Ries spolu s Franzem Wegelerem uveřejnil sbírku vzpomínek na Beethovena.